# Lila Nikolska
Élisabeth Nikolskai︠a︡ (tchèque : Jelizaveta Nikolská), née de Boulkin (russe : Булкин) le 24 octobre 1904 à Vladivostok et morte le 16 août 1955 à Caracas est une danseuse, chorégraphe d'origine russe qui a acquis la citoyenneté tchécoslovaque. Elle danse aux Folies Bergère sous le nom de Lila Nicolska en 1927/1928.
Sa technique de danse est basée sur les traditions de l'école de ballet russe, au cours de son travail en Europe, elle appris également le développement du ballet moderne. 
Elle a posé pour le bas-relief, la Danse, exécuté par Maurice Pico sur la façade du Folies Bergère.

## Biographie
Élisabeth Nikolskai︠a︡ de Boulkin est née dans une famille noble, d'origine française et autrichienne, son père est général de l'Empire russe. En 1913, sa famille déménage à Odessa. Diplômée d'un lycée, elle fréquente l'école de danse. Ses professeurs sont L. Tittoriová, Remislav Remislavský et Boris Romanov. En 1919, elle intègre le corps de ballet de l'opéra d'Odessa, où elle devient danseuse solo. Elle se produit à Paris, au Caire et à Varsovie. 
En 1921, sa famille est forcée de quitter l'Union soviétique et émigre en Pologne où Augustin Berger (cs) lui propose un engagement à Prague. 
En 1922, elle est invitée pour la première fois au théâtre national de Prague, où elle se produit, le 8 juillet, dans  Le Lac des cygnes. Elle rencontre son futur mari Felix Achille de la Cámara (cs), qui lui dédie son roman Fantomy , et se marient à la fin de l'année. Elle signe Élisabeth de Boulkin-Camara. Le couple s'installe à Prague.
À partir de 1922, elle dirige sa propre école de ballet, dans laquelle elle forme des danseurs de haut niveau, Nina Jirsíková (cs), Naděžda Sobotková (cs) et Saša Machov (cs), son partenaire de danse lors de représentations à Paris en 1926. 
En 1923, elle est danseuse solo. Elle créé, à Prague, des rôles, tels que Aurore dans La Belle au bois dormant de Tchaïkovski , Svanilda dans Coppelia de Delibes, Zobeïda dans Shéhérazade de Rimsky-Korsakov.
Plus tard, elle fonde une école de ballet directement au Théâtre National. Jiřina Knížková, Viktor Malcev, Jiří Němeček et Robert Braun, par exemple, sont passés par cette école.
En 1925, elle quitte le théâtre national de Prague après une rupture avec son partenaire artistique, Remislav Remislavský, premier danseur et chorégraphe, ouvre une école de ballet et organise des spectacles de danse au théâtre de Vinohrady.

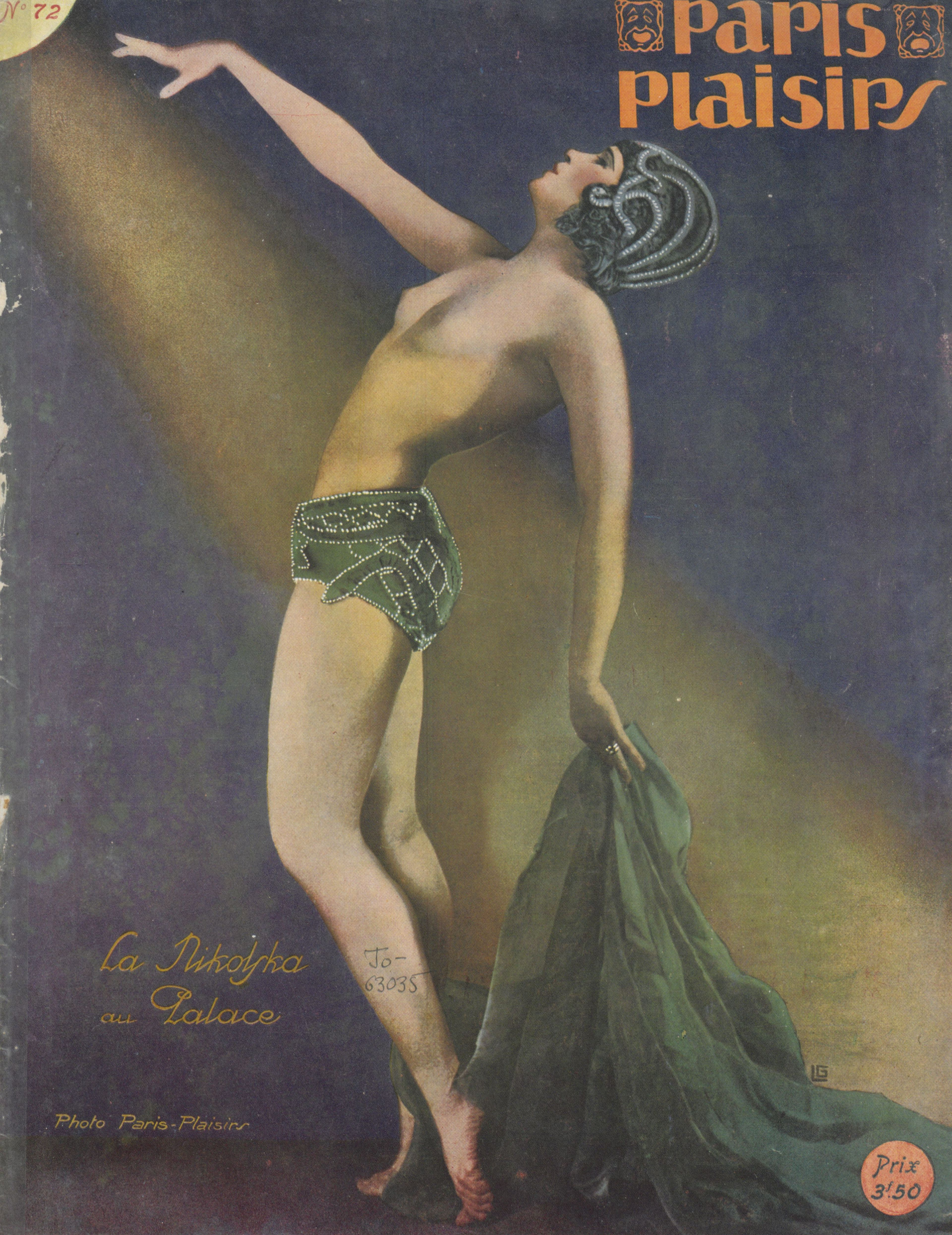
La Nikolska au Palace

En 1927, elle vit avec son mari à Paris, où elle étudie la danse, sur la recommandation d'Augustin Berger, avec Olga Preobrajenska et pose pour des photographes. Elle travaille comme danseuse et chorégraphe aux Folies Bergère, notamment pour la revue, Un vent de Folie, de Louis Lemarchand, avec Joséphine Baker,,,, ; elle danse son propre rôle dans le film La Revue des Revues, vidéo du spectacle avant l'heure,  et pose pour le bas-relief, la Danse, exécuté par Maurice Pico pour la façade des Folies-Bergère. 
En 1928, elle danse dans la revue, Le Luxe de Paris, de  Léo Lelièvre, Henri Varna et Fernand Rouvray, au Palace, avec le danseur russe Andrei Drozdov,,,,,. 
En 1929, Lila Nikolska, telle Isadora Duncan, exécute des danses grecques antiques devant le Parthénon à Athènes, événement capturé par la photographe Nelly Sougioultzóglou,.
Elle divorce en 1930.   
Après une série de tournées en Tchécoslovaquie et à l'étranger, elle est maître de ballet à l'opéra du Caire de 1930 à 1932. Son partenaire est Andrei Drozdov. Ils se produisent ensemble à la salle Pleyel en 1930,, salle Gaveau, et au théâtre de Paris en 1931. 
En 1932, elle retourne à Prague et est engagée comme danseuse étoile au théâtre national. Elle joue avec Andrei Drozdov, un certain nombre de rôles principaux et font une tournée ensemble en France, ils se produisent à la salle Gaveau, en 1932, à Chicago et  à Détroit en 1933. 
Elle s'est également produite  au théâtre  des Variétés à Prague, aux théâtres de Brno, Pilsen et Bratislava . Elle fait des tournées  à Berlin en 1936, Belgrade en 1937. 
De 1937 à 1945, elle est maître de ballet et de 1940 à 1945, directrice artistique du ballet du Théâtre National de Prague.
En 1937, elle forme l'ensemble de ballet Jelizaveta Nikolská, avec lequel elle se produit en Tchécoslovaquie et à l'étranger. Plus tard, dans les années 1942/1943/1944, son ensemble appelé le Prager Ballet der Jelizaveta Nikolska est accueilli à l'étranger dans le cadre des échanges culturels et artistiques. 
Elle collabore au cinéma en tant que chorégraphe et joue également dans plusieurs petits rôles de danseuse. 
En raison de ses opinions pro-fasciste, elle est membre de l'organisation Vlajka (en), et de sa collaboration avec les nazis pendant la guerre, et par crainte du NKVD, elle s'enfuit en mai 1945. Après la guerre, elle est condamnée à une amende et à une interdiction d'activités culturelles. À cette époque, Nikolská n'est plus en Tchécoslovaquie, au moment du soulèvement de Prague en mai 1945, elle réussit à quitter l'Europe, et s'installe à Caracas. Elle aurait épousé son ancien partenaire de danse František Karhánek et fonde une école de ballet qui devient célèbre dans tout le continent sud-américain. En 1955, elle meurt subitement à l'âge de 50 ans.

## Interprétations, chorégraphie et direction artistique

### Interprétations

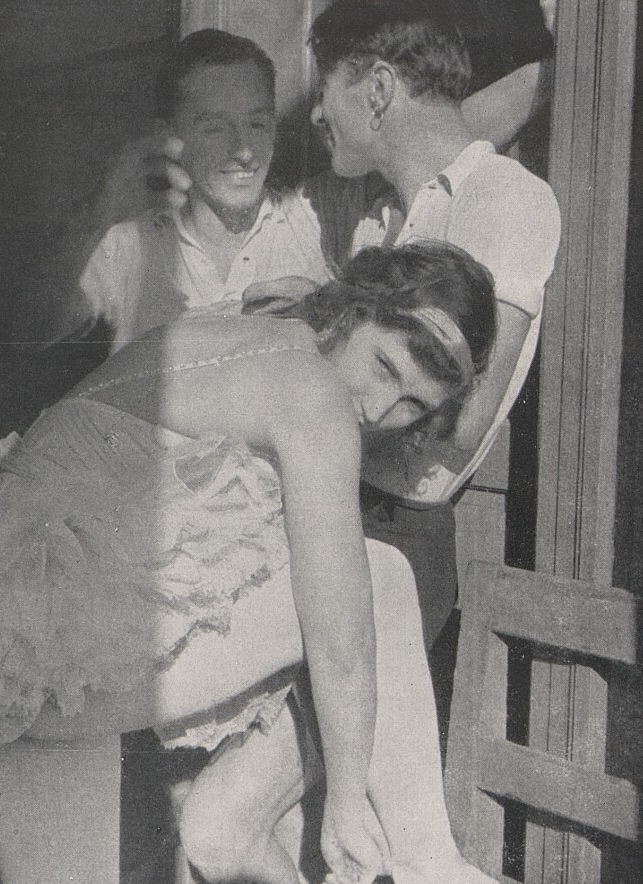
Première danseuse à Prague en 1932

- 1922 : Lac des cygnes, rôle: Odette, théâtre des États , dirigé par Augustin Berger.
- 1924 : Coppélia, Svanilda
- 1924 : La Belle au bois dormant de Tchaïkovski, Aurore.
- 1924 : Istar, de Bohuslav Martinů.
- 1933 : Raymonda, rôle-titre
- 1938 : Casse-Noisette,  Danse russe, théâtre national (Prague), mise en scène et chorégraphie de Jelizaveta Nikolská.
- 1939 : Giselle, rôle-titre, théâtre National, dirigé par Jelizaveta Nikolská (elle a également assuré la chorégraphie).
- 1943 : The Tale of Honza Princess Hyacinth, d'Oskar Nedbal, La Princesse, théâtre National, dirigé par Josef Munclingr (J. Nikolská a également assuré la chorégraphie).

### Chorégraphie
- 1934 : Aida, théâtre national (Prague), mise en scène Josef Turnau.
- 1934 : Les Trois Mousquetaires, de Vítězslav Nezval, théâtre de Vinohrady , mise en scène Jan Bor (en) (chorégraphie J.Nikolská).
- 1935 : La Reine des neiges, de Hans Christian Andersen, théâtre de Vinohrady, dirigé par Jan Por (chorégraphie J.Nikolská).
- 1935 : Harnasie de Karol Szymanowski
- 1935 : Les Destinées de Miroslav Ponc, elle danse avec Andrei Drozdov.
- 1936 : Dlouhý, Široký a Bystrozraký, d'Adolf Wenig et Jan Port , théâtre de Vinohrady, mise en scène Jan Port (chorégraphie J.Nikolská).
- 1939 : Turandot, théâtre provisoire de Prague , mis en scène par Zdeněk Knittl.
- 1944 : Die lustigen Weiber von Windsor, de Otto Nicolai, théâtre national , réalisé par Josef Munclingr.

### Direction artistique
- 1943 : Les Créatures de Prométhée, de Ludwig van Beethoven, théâtre national (en plus de la mise en scène, elle a également fourni des chorégraphies et dansé dans le rôle de la Vierge).

## Cinéma
- 1927 : La Revue des revues, film français réalisé par Joe Francis.
- 1938 : Cech panen kutnohorských (The Merry Wives (en)), film tchèque d'Otakar Vávra.
- 1940 : Maskovana milenka (Maîtresse masquée), film tchèque d'Otakar Vávra.

- 1943 : Tanečnice, rôle de Madame Richetti, première danseuse, film tchèque réalisé par František Čáp.

## Iconographie

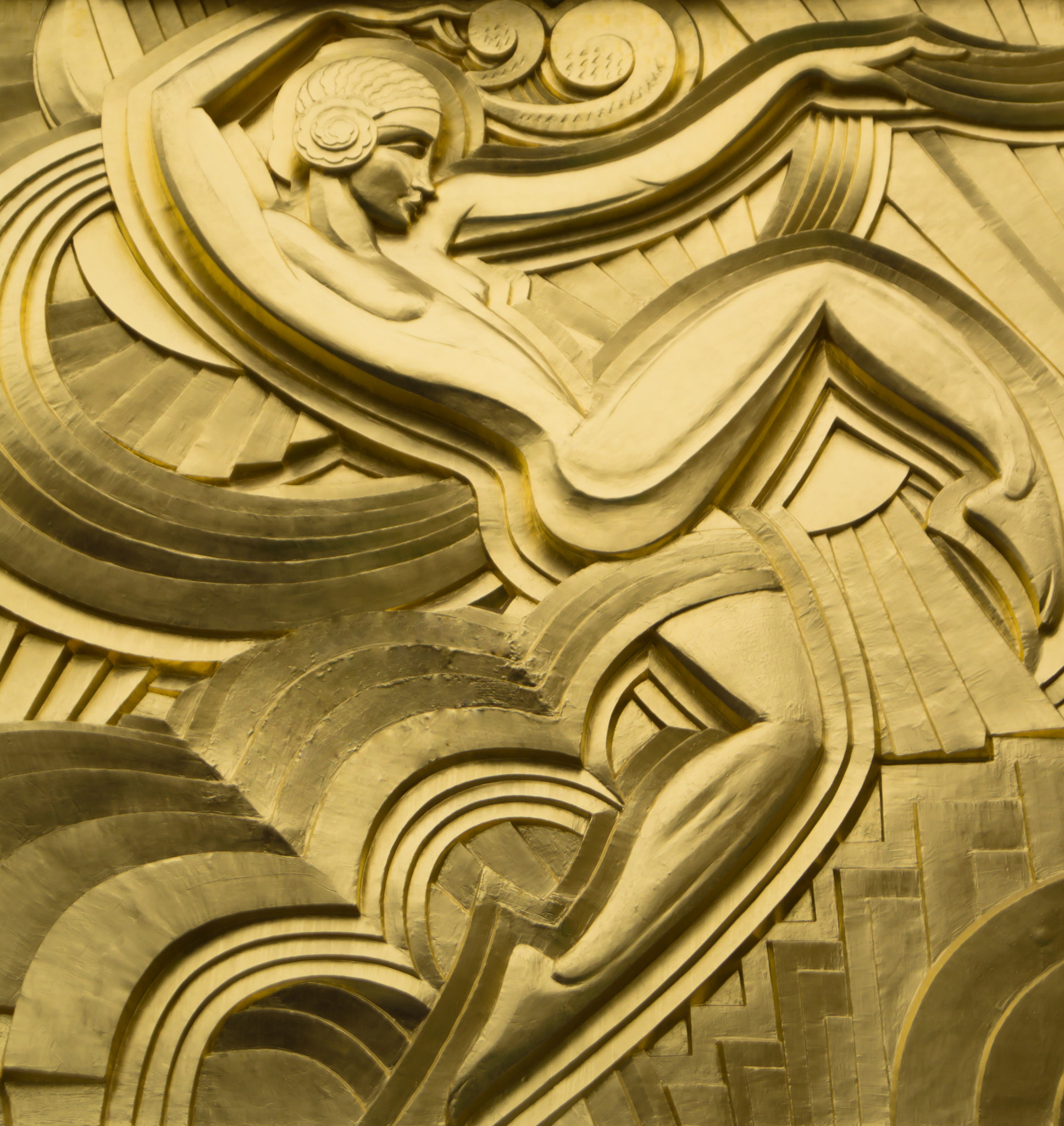
La Danseuse de Maurice Pico

Lila Nikolska sert de modèle pour le bas-relief Art deco, en plâtre argenté, La Danseuse, de Maurice Pico qui orne la façade des Folies Bergère. Des versions plus petites, coulées en bronze et en or étaient vendues aux clients et elle sert aussi de modèle pour une statue en bronze d'Emanuel Kodet (cs).
Danseuse de Frantisek Drtikol.